# Oligolophus hansenii
Oligolophus hansenii is een hooiwagen die behoort tot de familie echte hooiwagens (Phalangiidae).

## Habitat
Hij komt voor in bossen, tuinen, ruigten en soms heideterreinen. De soort is meestal te vinden op boomstammen, huismuren of in het bladafval. 

## Kenmerken
De lichaamslengte is tot 3,5 mm bij mannen en tot 5 mm bij vrouwen. Zijn kleur is grijs, zo nu en dan blauwig met slechts een vleugje zadelmarkeringen. Drietand voor oogheuvel wordt geflankeerd door extra tanden en wijst vrijwel recht omhoog, de middelste tand is het langst. Er zijn ook kleine stekels op de opisthosoma. De dijbenen zijn rond, het scheenbeen scherp gekield. Een soortgelijke soort wordt vertegenwoordigd door Oligolophus tridens, maar bij deze soort lopen de drie voorste stekels die aan de basis zijn verbonden schuin naar de punt toe en zijn vaak wit gekleurd.

## Voorkomen
De soort geeft de voorkeur aan oceanische klimaten en leeft daarom in Europa voornamelijk in de buurt van de Atlantische kusten en ook op grotere schaal in West-Europa. Het verspreidingsgebied strekt zich uit van de Pyreneeën over grote delen van Frankrijk (bij voorkeur in het noorden en westen), België, Luxemburg, Nederland, de noordelijke helft van Duitsland en Denemarken tot de zuidelijke gebieden van Noorwegen en Zweden inclusief Gotland in het noorden en westen Polen in het oosten. Groot-Brittannië en Ierland zijn ingegrepen. Daarnaast kan de soort ook voorkomen in het Cantabrische gebergte in Noord-Spanje en Portugal, delen van Zwitserland, Finland en Letland. In Duitsland komt de soort bijna uitsluitend voor in de Noord-Duitse Laagvlakte.
Volwassen dieren kunnen voorkomen van eind juni tot begin februari. Het klimaat speelt hier echter een rol. In sommige gebieden verschijnen ze pas in oktober. Ook zijn ze in sommige gebieden pas eind januari te vinden. Het meest frequent is in november en december.

## Taxonomie
De soort werd voor het eerst beschreven in 1896 door Karl Kraepelin onder de naam Acantholophus hanseni.